# 拉什冰川
拉什冰川（英語：Rush Glacier）是南極洲的冰川，位於帕默群島的布拉班特島南部，全長7公里，流經索爾韋山脈，最終注入多爾曼灣，以美國醫生命名，現時由南極條約體系管理。